# Metropolis Kino

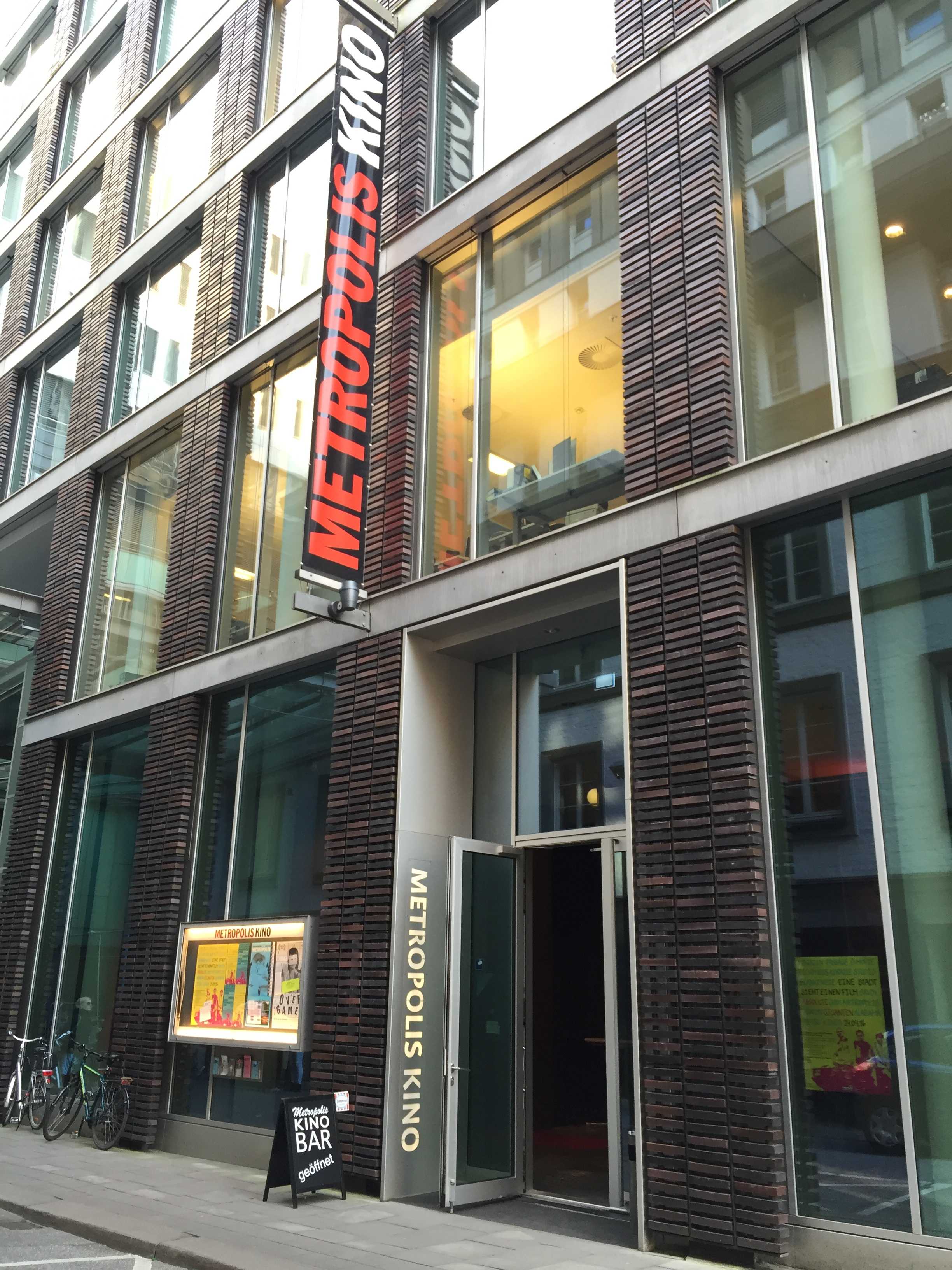
Eingang zum Metropolis Kino in der Kleinen Theaterstraße, April 2016

Das Metropolis Kino ist ein seit 1956 bestehendes kommunal gefördertes Programmkino im Hamburger Stadtteil Neustadt. Das Kino wird vom Verein Kinemathek Hamburg e. V.  betrieben.
Der Vorführsaal aus den 1950er Jahren hat 270 Sitzplätze, aufgeteilt in  Parkett und Rang, mit einer Bildwand von 8 m × 4 m (32 m2) im CinemaScope-Format. Zur technischen Ausstattung gehören 8 mm-, 16 mm- und 35 mm-Filmprojektoren, mit denen es möglich ist, Stummfilme in Originalgeschwindigkeiten von 16 bis 24 Bildern je Sekunde und zweistreifige Filme, bei denen Film und Tonspur auf separaten Filmstreifen laufen, vorzuführen. Für aktuelle Produktionen steht ein digitaler Videoprojektor zur Verfügung. Als Tonsystem kommt ein Dolby SRD-Tonsystem zum Einsatz.
Programmschwerpunkte bilden Stummfilme mit Musikbegleitung, Filmklassiker, internationale Filme (Weltfilme) in Originalfassung mit deutschen Untertiteln (OmU) oder eingesprochenen Übersetzungen, Avantgardefilme und deutsche Produktionen abseits des Mainstreams. Daneben ist das Metropolis Spielort für Premieren kleinerer Filmverleihe und nahezu aller Hamburger Filmfestivals wie dem Fantasy Filmfest, Japan-Filmfest, oder den Lesbisch Schwulen Filmtagen die hier 1989 starteten. Monatlich werden im Schnitt 50 bis 60 Filme gezeigt. Zudem gibt es regelmäßige Kooperationen mit Hamburger Hochschulen, Universitäten, Museen, dem CineGraph und der Vereinigung der Verfolgten des Naziregimes – Bund der Antifaschistinnen und Antifaschisten.

## Geschichte
Seinen Ursprung hat das Metropolis Kino in dem 1951 in der Dammtorstraße 30 errichteten Dammtor Theater als Nonstop-Aktualitätenkino. Später wurde das Programm auf internationale Produktionen für engagierte Kinobesucher umgestellt. Der im Hinterhof des dortigen Geschäftshauses errichtete Vorführsaal hatte 350 Sitzplätze in Parkett und Rang, mit vorgelagerter Bühne. Er war über den langen Durchgang zum ehemaligen Hof, über ein zweistöckiges Foyer erreichbar. Von 1961 bis 1978 war es als Filmkunsttheater Dammtor nachgewiesen. Die ursprüngliche Bühne wurde zugunsten der CinemaScope-Leinwand zurückgebaut. 1984 wurden die Saaldecke und 1991 die Bestuhlung renoviert.
Als 1978 die Initiative Kommunales Kino Hamburg e.V. nach jahrelangen Aktivitäten erreicht hatte, dass der Senat der Freien und Hansestadt Hamburg die Etablierung eines Kommunalen Kinos sicherte, beauftragte der Verein Heiner Roß, zuvor Geschäftsführer der Freunde der Deutschen Kinemathek, die in West-Berlin das Kino Arsenal betrieben, und den Kinotechniker Michael Besser mit der Einrichtung dieser Institution.
Das Kino nahm im September 1979 im Rahmen des Filmfestes der Filmemacher seine Arbeit auf. Die offizielle Eröffnung des Kino Metropolis fand dann am 13. Oktober 1979 mit Fritz Langs namensgebendem Stummfilm Metropolis von 1927 statt. Nach Roß wurde Martin Aust Geschäftsführer.
Um die Jahrtausendwende 1999/2000 wurde das Gebäude vom Investor Norddeutsche Grundvermögen gekauft, der das alte Gebäude abreißen und an seiner Stelle ein neues Bürogebäude mit Einkaufszentrum errichten wollte. Es gelang, die Investoren vom Erhalt des Kinobetriebes zu überzeugen und eine Weiterführung am alten Standort zu ähnlichen Mietkonditionen zu vereinbaren. Während der Bauphase wurde der Spielbetrieb vorübergehend in das leerstehende Savoy Filmtheater am Steindamm verlegt. 2008 wurde der Bau begonnen. Unvorhergesehene Probleme mit dem Baugrund verzögerten die Fertigstellung des Gebäudes. Der alte Kinosaal wurde von seiner ursprünglichen Lage im Erdgeschoss des Hofes um 90° gedreht in das Untergeschoss des Gebäudes verlegt. Ebenso wurde der Eingang des Kinos von der Dammtorstraße in die davon abzweigende Kleine Theaterstraße 10 verlegt, wodurch sich auch dessen Anschrift änderte. Die in Teilen denkmalgeschützte Innenausstattung des Vorführsaales aus den 1950er Jahren wurde brandschutz- und sicherheitstechnisch modernisiert und originalgetreu wieder installiert.
Am 1. November 2011 wurde der Spielbetrieb im jetzt ebenfalls nach dem Kino benannten Metropolis-Haus wieder aufgenommen. Das Kino ist für Rollstuhlfahrer ohne fremde Hilfe barrierefrei zugänglich.
Im Jahr 2025 übernahm die seit 2014 in der Programmgestaltung mitwirkende Manja Malz die Leitung der Kinemathek Hamburg und des Metropolis Kinos. Im Mai 2025 bezog das Kino einen weiteren Vorführraum in Hamburg-Harburg, wo an zwei bis drei Tagen/Woche Filme gezeit werden sollen.

## Bedeutung
Der Kinosaal ist bis auf die Bestuhlung von 1991 und die Anpassung an die sicherheitstechnischen Erfordernisse im Originalzustand der 1950er Jahre. Sein Interieur steht unter Denkmalschutz. Das Metropolis Kino besitzt ein Filmarchiv mit mehr als 5500 Titeln. Es umfasst die Bestände des Belegarchivs der Filmförderung Hamburg Schleswig-Holstein sowie US-amerikanische Produktionen von Exil-Hamburgern aus den 1940er Jahren.